# Бека (Хрпеље–Козина)
Бека (словен. Beka, итал. Becca) је насељено место у општини Хрпеље–Козина, Обално-Крашка регија, Словенија.

## Историја
До територијалне реорганизације у Словенији била је у саставу старе општине Сежана.

## Становништво
У попису становништва из 2011. године, Бека је имала 9 становника.
| Број становника према пописима | Број становника према пописима | Број становника према пописима |
| ------------------------------ | ------------------------------ | ------------------------------ |
| 1991                           | 2002                           | 2011                           |
| 19                             | 13                             | 9                              |